# Piccolo angelo guardiano
Il piccolo angelo guardiano (in francese ti bon ange o petit bon ange) è una delle due parti dell'anima secondo la religione vudù.
È immaginato come una particella di forza vitale che si stacca dalla massa di energia universale per entrare nel corpo di un individuo all'atto del concepimento, per abbandonarlo al momento della morte ricongiungendosi con la Divinità. È statico e solidale con il corpo, che abbandona, oltre che al momento della morte, durante i sogni o quando è posseduto da un loa, vale a dire nella celebrazione dei rituali mistici vuduisti, che prevedono la possessione da parte delle divinità. Coincide con la personalità e la volontà di un individuo e si sviluppa per accumulo di esperienze e sapienze. È contrapposto al grande angelo guardiano, rispetto al quale è più soggetto agli effetti delle estasi in cui viene forzato ad una volontà estranea, rendendo la persona uno zombi. In questi casi è possibile proteggersi rivolgendosi a un houngan o una mambo che preparino un'apposita bottiglia chiamata vaso della testa (in francese pot de tête) nella quale intrappolare il piccolo angelo guardiano evitandone quindi la cattura da parte di un bokor malintenzionato.